# CUS Padova
Il CUS Padova è il gruppo sportivo dell'Università degli Studi di Padova; fondato il 22 marzo 1946 ed erede del GUF di Padova d'anteguerra, è affiliato al Centro Universitario Sportivo Italiano.
I colori sociali del club sono l'amaranto, il giallo e il bianco; il simbolo del CUS è il bucranio, presente anche nello stemma universitario.

## Discipline
Il CUS Padova è una vera e propria associazione polisportiva che gestisce, allo stato, sedici discipline, ognuna delle quali con una propria sezione agonistica:
- Atletica leggera
- Basket
- Basket in carrozzina
- Calcio a 5
- Hockey su prato
- Judo
- Lotta greco-romana
- Rugby
- Scherma
- Sci
- Tennis
- Tennistavolo
- Triathlon
- Ultimate frisbee
- Volley

## Impianti
Il CUS Padova è diviso in due impianti, il primo e storico di 20.000 m² in via Giordano Bruno presente fin dal 1947 quando l'università lo diede in gestione al centro sportivo nelle cui palestre ancora oggi giocano le squadre indoor di hockey su prato e in cui si allenano gli atleti della scherma e del judo (l'edificio era prima della guerra una casa del fascio).
Gli impianti all'aperto di via Corrado in cui giocano e si allenano le sezioni di hockey su prato, rugby a 15, lotta greco-romana che vengono sempre chiamati impianti del "Piovego" (dal canale adiacente) di 70.000 m².
Nella struttura sono presenti:campi da rugby, hockey su prato, calcetto, tennis, basket indoor e outdoor, green volley, percorso jogging, pista di atletica, sala lotta greco romana, clubhouse interna, sale conferenze.

## Atleti
Tra i molti atleti ad essersi distinti a livello internazionale che hanno indossato la divisa del Cus Padova olimpionici come Giovanni Evangelisti, ex primatista italiano nel salto in lungo, Francesca Bortolozzi, medaglia d'oro a Barcellona ’92 ed Atlanta ’96 nel fioretto a squadre, e Rossano Galtarossa, oro nel canottaggio a Sydney 2000.